# Смугове видобування корисних копалин

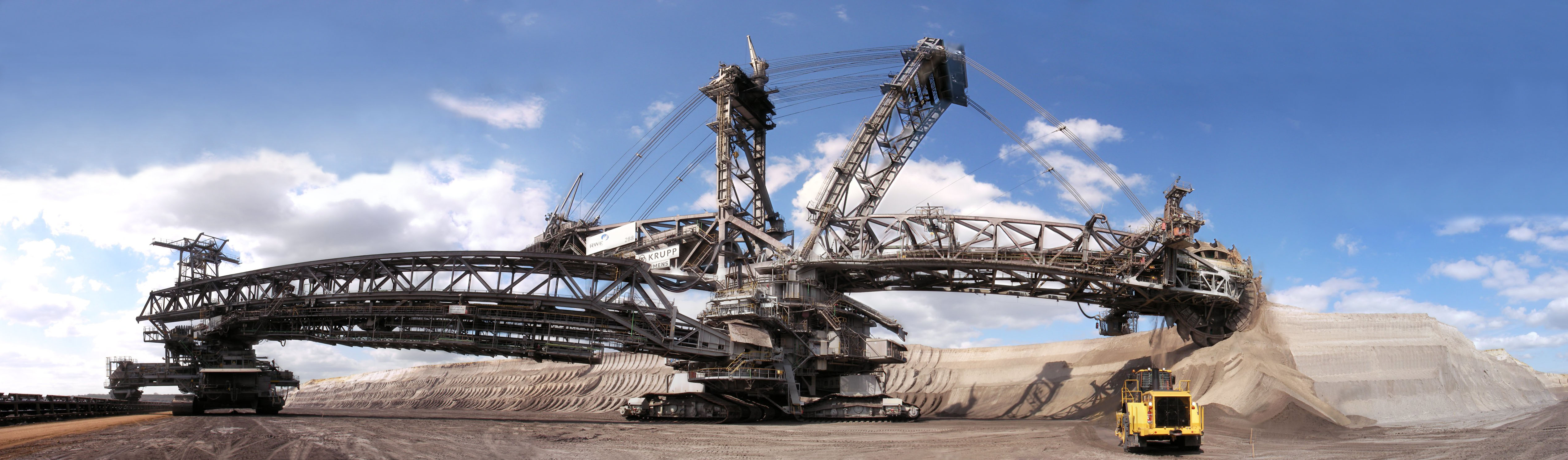
Bagger 288 — це ковшовий екскаватор, який використовується для розробки корисних копалин.

Смугове видобування корисних копалин — це практика розроблення пласта корисної копалини шляхом попереднього видалення довгої смуги ґрунту та породи, що лежить вище (розкривні породи); ця діяльність також називається видаленням розкривних порід. Найчастіше використовується для видобування вугілля та бурого вугілля. Смугове видобування практичне лише тоді, коли рудне тіло, що підлягає розробленню, знаходиться відносно близько до поверхні та/або здебільшого горизонтальне. У цьому типі видобування корисних копалин використовуються одні з найбільших машин на землі, включаючи роторні екскаватори, які можуть переміщувати до 12 000 кубічних метрів (16 000 кубічних ярдів) землі на годину.
Розрізняють дві форми смуги. Більш поширеним методом є розкриття площі, яке використовується на досить рівній місцевості, щоб видобути поклади на великій території. У міру виїмки кожної довгої смуги розкривні породи розміщують у виїмці, утвореній попередньою смугою.